# Le Dessert de gaufrettes
La Nature morte aux gaufrettes, plus souvent appelée Le Dessert de gaufrettes, ou encore Le Plat de gaufrettes est une œuvre du peintre Lubin Baugin, peinte entre 1630 et 1635, conservée au musée du Louvre.

## Description
Quatre grands plans découpent le tableau. Un fond complètement noir servant d'arrière-plan à la bouteille et au verre, un mur de pierre fermant l'arrière-plan à gauche, la grande nappe de couleur claire, complémentaire au rouge du verre et au jaune de la bouteille, et le devant de la table au-dessus de laquelle s'avance le plat de gaufrettes.
Ces dernières sont soigneusement disposées sur une assiette métallique qui s'avance vers le spectateur comme pour une offrande. Un verre de vin, richement ouvragé, fait constraste avec le côté rustique de la bouteille. La scène est plongée dans un jeu complexe d'ombre et de lumière.
Elle est signée en capitales « BAVGIN » sur la nappe, dans l'angle inférieur droit.
Le tableau représente, sur une table coupée à gauche du cadre, recouverte d'une nappe bleue, et qui occupe un peu moins de la moitié inférieure du tableau, trois objets : un plat en étain garni de sept gaufrettes - ou d'oublies -, une fiasque bouchée recouverte d'osier - de jonc? - tressé, et un verre de cristal ciselé à moitié rempli de vin grenat. Selon les ombres portée du verre et de la fiasque, la lumière provient d'une source (non identifiable) située devant le tableau, à gauche, approximativement au niveau du plan de la table. L'arrière-plan est bouché par un mur de pierres de taille présentant un renfoncement dans lequel s'encadre exactement la coupe du verre.

## Analyse
Derrière une apparence austère due au dépouillement du décor, de la nappe unie et de l'arrière-plan qui découpent le cadre en horizontales et verticales strictes, se dégage une réelle impression d'élégance, en raison des variations qu'opère le peintre sur :
- les plans, tout d'abord, puisque les trois objets sont clairement hiérarchisés, d'abord le plat de gaufrettes, puis la fiasque, et enfin le verre, posés sur une nappe où jouent des zones d'ombre et de lumière d'intensités variées ;
- la profondeur de l'arrière-plan, les pierres du mur étant d'abord visibles sur le mur à gauche, proche de la table, avant de s'effacer dans l'ombre d'un renfoncement, puis de réapparaître dans une demi-pénombre, dans la seconde moitié du cadre ;
- les matières, le métal brillant de l'étain jouant la complémentarité avec la paille tressée de la fiasque et le cristal ciselé - la rusticité de la fiasque faisant également contrepoint à la préciosité du verre ;
- le traitement des surfaces réfléchissantes, les gaufrettes ou la paille absorbant la lumière de façon quasi uniforme, alors que l'étain fonctionne comme un miroir dépoli, et les fines ciselures du cristal accrochent la lumière, matérialisée par de délicates touches de blanc ;
- les formes, le parallélépipède massif de la table recouverte de la nappe s'opposant aux rondeurs des objets, plat circulaire (que la perspective rend ovale), fiasque ventrue, fin demi-cône découpé en sections du verre, et tubulures des gaufrettes ;
- les couleurs, l'essentiel reposant sur les couleurs primaires, le jaune des gaufrettes et de la paille de la fiasque, le rouge grenat du vin, le bleu de la nappe, le tout tempéré par le gris de l'étain et le noir des ombres.

La grâce et la réussite esthétique de cette nature morte n'ont, jusqu'à présent, pas suscité d'éventuelles hypothèses allégoriques. La nature des objets présentés, le verre de vin à demi rempli, les gaufrettes jetées pêle-mêle sur un plateau qui s'avance au-dessus de la table - vers l'espace du spectateur -, la suggestion du craquant des fins rouleaux - qui reproduisent jusqu'au quadrillage du moule de cuisson -, peuvent néanmoins constituer, en même temps qu'une fête tempérée, paisible et sereine pour les yeux, une invitation à la dégustation.

## Historique
Elle est peinte vraisemblablement durant les années où Baugin était maître de la corporation des peintres de Saint-Germain-des-Prés, vers 1631.
Repéré d'abord par un amateur dans un château proche de Nevers, le tableau fut la propriété de la galerie Georges Heim-Gairac avant d'entrer au Louvre en mai 1954.
Cette toile est évoquée dans le livre Tous les matins du monde de Pascal Quignard et reprise dans le film du même nom d'Alain Corneau. Le tableau est présenté comme une commande à Lubin Baugin pour peindre la table derrière laquelle la défunte épouse vient écouter le vieux maître jouer de la musique.
La toile est également évoquée dans le roman « L’amour la mer » écrit par Pascal Quignard et publié aux éditions Gallimard en 2022. La peinture est un cadeau de Monsieur de Sainte Colombe à la musicienne finlandaise Thullyn qui la gardera auprès d’elle toute sa vie.

## Réception
Charles Sterling la considère comme « le chef-d'œuvre de la nature morte française du XVIIe siècle »